# Посядо-Шатуновская, Валентина Георгиевна
Валенти́на Гео́ргиевна Пося́до-Шатуно́вская (урождённая Шатуновская; 5 февраля 1922 — 1990) — советский скульптор. Автор монументальных и станковых композиций в бронзе, дереве и камне.

## Биография
Валентина Шатуновская родилась 5 февраля 1922 года. Окончила Московский государственный художественный институт имени В. И. Сурикова, где училась у Фёдора Мишукова, Ромуальда Иодко, Николая Томского.
Чаще всего работала вместе с мужем в своей мастерской в Кратове.
Автор монументальных и станковых композиций, выполненных в бронзе, дереве и камне.

### Семья и родственные связи
- Муж — Анатолий Иванович Посядо (1908—1987), советский скульптор[1].
- Дочь — Нина Анатольевна Посядо (р. 1942), советский и российский скульптор, медальер.
- Зять — Дмитрий Фёдорович Терехов (1936—2020), советский и российский художник, мемуарист.
- Внук — Сергей Дмитриевич Терехов (р. 1971), российский пианист, музыкальный педагог.

## Выставки
- 2008 — Ретроспективная выставка Валентины Посядо-Шатуновской и Анатолия Посядо, Государственный музей А. С. Пушкина, Москва[1]

## Местонахождение произведений
- Калужский музей изобразительных искусств (скульптура «Портрет К. Г. Паустовского», дерево)[1]
- Луганский областной художественный музей (скульптура «Свободная Корея», дерево)[2]